# Georg von Petersenn
Georg von Petersenn   (Valmiera, 13 de setembre de 1849 - Gaienhofen, 14 de novembre de 1930) fou un músic i pedagog musical alemany.

## Biografia
Nascut a Valmiera (Letònia), Petersenn era el petit de cinc fills de Heinrich von Petersenn i la seva esposa Jutta, la baronessa von Engelhardt. Després d'acabar els estudis secundaris, va estudiar dret a Dorpat des del 1870 fins al 1872, després música a Würzburg i Múnic fins al 1875. A més va impartir classes particulars de piano. L'11 d'abril de 1882 es va casar amb la seva alumna Bertha Rindfleisch, 13 anys més jove que ell, filla del respectat patòleg Eduard von Rindfleisch. El matrimoni va tenir un fill: la filla Jutta (nascuda el 1888 a Berlín). El 1911 Jutta von Petersenn es va casar amb Hermann Lietz, fundador del primer Landerziehungsheim alemany.
El 1884, la parella es va traslladar a Berlín. Allà, Petersenn va ser nomenat professor del "Königl. Hochschule für Musik" (ara fusionat amb la Universität der Künste Berlin) i on entre els seus alumnes tingué a Hans Weisbach. Quan la seva dona, Bertha von Petersenn, va traslladar el seu "Landerziehungsheim für Mädchen" (Escola de camp per a noies) de Stolper See al castell de Gaienhofen al llac de Constança (que va ser arrendat i comprat per Georg von Petersenn el 1905) el 1904, també va ensenyar-hi música. El noble va romandre associat a l'escola del mateix nom fins a la seva mort a l'edat de 81 anys.